# Italian mid-engined supercars for less than a second-hand Mondeo challenge
De Italian mid-engined supercars for less than a second-hand Mondeo challenge is een uitdaging waarin het Britse autoprogramma Top Gear drie supercars voor minder dan een tweedehandse Ford Mondeo ter waarde van 10.000 pond koopt en deze aan verscheidene tests onderwerpt. De uitdaging werd in seizoen 7 (aflevering 4) uitgezonden.
Richard Hammond kocht een Ferrari Dino 308 GT4 uit 1979, Jeremy Clarkson een Maserati Merak voor 7.000 pond en James May een Lamborghini Urraco. Ze moeten van Bristol naar Slough rijden zonder de M4 te gebruiken.

## Castle Combe Circuit
Na 20 mijl (32 km) komen ze aan bij het circuit van Castle Combe. Aangekomen op het circuit krijgen ze de uitdaging: The Stig zet een rondetijd in een Opel Astra diesel en de drie moeten proberen deze tijd te verbeteren. The Stig doet het in 1'35", May in 1'58", Hammond in 1'43" en Clarkson in 1'54".
Per seconde boven 1'35" verlies je een punt.

## PK-test
Op een testbank wordt getest hoeveel vermogen de supercars verloren in al die jaren. Hammond verloor 61 pk (van 255 naar 194), May 103 pk (van 220 naar 117) en Clarkson 110 pk (van 190 naar 80).
Per 10 pk verlies je een punt

## Tussenstand
| Naam                                   | Rondetijd | PK-test | Panne | Verzekering | Tussentotaal |
| -------------------------------------- | --------- | ------- | ----- | ----------- | ------------ |
| Jeremy Clarkson in Maserati Merak      | -19       | -11     | 0     | 2           | -28          |
| Richard Hammond in Ferrari Dino 308gt4 | -8        | -7      | 0     | -5          | -20          |
| James May in Lamborghini Urraco        | -23       | -11     | -20   | -45         | -99          |

Per panne verloor je 5 punten en bij de verzekering verloor je een punt per 100 pond je boven 500 pond moest betalen en won je een punt per 100 pond je onder 500 pond moest betalen.

## Verbruikstest
De auto's moeten met 25 liter benzine 154 km afleggen naar Slough (gemiddeld verbruik van 16 liter/100 km).
Na de twee volgende challenges wordt het tweede deel van de verbruikstest uitgezonden. Clarkson valt uit na een ontploffing van zijn motor op meer dan 40 km. Op 15 km valt Hammond uit en May valt net voor de lapdancingbar uit.

## Olie en bougies vervangen
Deze challenge is verweven in de verbruikstest. De drie moeten elk de olie en bougies van hun auto vervangen. Clarkson heeft echter maar een V6, dus moet hij twee bougies minder vervangen. Hammond doet het in 1u13'02", Clarkson in 1u13'02,5" en May kan het niet binnen de tijd.

## Parkeren
Deze challenge is verweven in de verbruikstest. De drie moeten proberen hun supercars te parkeren in een opening tussen twee auto's in het stadje Marlborough. Dit is niet gemakkelijk omdat het zicht naar achteren zo goed als onbestaand is en de auto's geen stuurbekrachtiging hebben. Hammond doet het in 1'38"7 met 2 hits, Clarkson in 1' met 1 hit en May in 3'20" en meer dan 8 hits.
Elke keer een van de twee auto's waartussen geparkeerd moet worden, geraakt werd (hit) ging er een punt af.

## Conclusie
None of our 10.000 pound supercars could get us to a lap dancing bar in Slough
— James May

Yes, you can buy a supercar for less than 10.000 pounds, but for the love of god, don't
— Jeremy Clarkson

British Leyland did make some good cars after all challenge · Can Grannies do donuts? · Italian mid-engined supercars for less than a second-hand Mondeo challenge · Make a police car for a lot less money than the real police spend on their cars challenge · Top Gear vs The Germans · Where is the best driving road in the world? · White van man challenge · Winter Olympics · Winter Olympics Suzuki Swift Car Icehockey Cha · Winter Olympics Ski Slash Car Jumping Champio